# 小杉沙織
小杉 沙織（こすぎ さおり、1973年2月12日 - ）は、日本の福祉活動家、講演家、作家。思春期の若者心理を専門とする思春期子育てアドバイザー。
NPO法人若者メンタルサポート協会理事長。出生姓は城戸、旧姓は岡田。

## 来歴
神奈川県生まれ、東京都大田区育ち。４歳のある夜、目の前で母親が父親から殴られ倒れているのを発見、倒れた母親の周りには割れたガラスの破片が大量に散らばっていたのを記憶していると語っており、両親はそのまま離婚、幼稚園を強制的に中退。
この時の父親とは大人になって連絡を取り再会し、父親の勧めで父親の後妻や腹違いの弟たちと家族ぐるみで交流が始まったが、父親から2年後に「母さん（後妻）が本当はお前のこと嫌いで憎んでいるから、もう家族とは関わらないで欲しい」と突然告白され、その直後父親からも縁を切られ見捨てられたことで更に人間不信になったとのちに語っている。尚、腹違いの弟は格闘家の城戸康裕である。
4歳で両親が突然離婚した夜からすぐに大田区に暮らす祖父に預けられたが、４畳半一間のボロアパートで体罰を受けながら育ち、孤独で過酷な幼少期を送る。小学３年生で母親から「あんたなんか産まなきゃよかった」と言われたことから自殺を考える子どもになり、この頃は学校でもいじめや仲間外れに遭い、深夜までいつもひとりでとにかく孤独な幼少期だったと語っている。
高校に入学するも、母親から金食い虫と言われたことで高校を半年で中退、非行に走り、15歳で水商売をはじめ自殺未遂・薬物依存・家出・暴走族・チーマーなどその他にも数々の壮絶な10代を過ごし大人になっても波乱な人生を送る。
壮絶な人生から30代で心理学や精神論を学び自分と向き合い人生を変えたことで「昔の自分のようにひとりで泣いてる若者を笑顔にしたい」と2012年からブログを立ち上げ、心が楽になるメッセージと赤裸々な生い立ちを公開し、連絡先とともに「死にたいとひとりで泣いてる子がいたらいつでも連絡して」とLINEで24時間相談活動を開始。徐々に若者たちからの相談が増えていき、2015年にNPO法人若者メンタルサポート協会を設立。
2020年からはコロナ禍で居場所のない若者が一番つらくなる夜間帯にZoomを活用したオンライン居場所を開設し、月に2-4万件の相談に応じるようになった。コロナ禍以降は薬物過剰摂取に関する相談が増加し、全体の2から3割を占める。マスコミから取材時に「今OD（オーバードーズ）といえば小杉沙織さんと言われてますよ」と言われる。
日本で初めてLINEを利用した24時間SNS相談を行なった第一人者である。
「自己重要感」「自己肯定感」「自己受容」についてと、若者をタイプ別に分類した独自の沙織メソッドを主宰するカウンセラー養成講座でしばしば語る。少年院を出た非行少女を養子に迎え更生させた。
40代の時にアスペルガー症候群の診断を受け、長年の生きづらさの要因のひとつに発達障害があったことも告白している。自身がアスペルガー症候群で苦しんだ経験から、発達障害の勉強会や就職支援などの発達障害アドバイザーとしても積極的に活動している。
自身は役員報酬を受けていないと2023年に明かすと、団体支援制度について意見を述べた西村博之が引用した。

## 人物
・「小杉沙織」という名前は、2021年に再婚してからの本名である。
・居場所がなく孤独だった10代から音楽に支えられ、特にX JAPANのhideの音楽に救われた。足首には鬱病から脱却する際に入れたhideの「ピンクスパイダー」の刺青が入っている。

## 受賞歴
・2020年　チャンピオン・オブ・チェンジ日本大賞
・2023年　公益財団法人社会貢献支援財団

## 著書
- 『あなたは何も悪くない』サンマーク出版、2018年10月9日。ISBN 978-4763137166。[24]

## 出演
- NHKニュース（NHK）
- クローズアップ現代（NHK）
- NHKスペシャル（NHK）
- Wの悲喜劇（Abema）[25]
- Abemaプライム（Abema）
- めざまし８コメンテーター（フジテレビ）
- ニュース２３（TBS）
- スッキリ（日本テレビ）
- 明日への扉～いのちのラジオ⁺～（ラジオ関西）[26][27]
- NHKラジオ（NHK）[28]
- JK RADIO～TOKYO UNITED（JーWAVE）[29]
- 篠田麻里子のGOODLIFEラボ（TBSラジオ）[30]